# Trial Master File
Der Trial Master File (TMF) ist eine Sammlung von Dokumenten, die alle wesentlichen Akten einer klinischen Studie zusammenfassen, um die Integrität der klinischen Daten sowie die Regelkonformität (englisch Compliance) zur Good Clinical Practice (GCP; englisch für ‚gute klinische Praxis‘) sicherzustellen.
Klinische Studien sind ein integraler Bestandteil, um die Zulassung innovativer Arzneien oder Generika zu erhalten, wobei die Anforderungen an die Durchführung gesetzlich festgelegt sind. Der Trial Master File ist dabei ein wesentlicher Bestandteil der Dokumentation einer klinischen Studie, wobei der Inhalt in der EU-Richtlinie 2005/28/EG geregelt wird. Diese Sammlung an Dokumenten im TMF ermöglicht dabei die Bewertung der Durchführung der klinischen Studie sowie die Qualität der erhobenen Daten. Der Sponsor einer klinischen Studie erstellt einen Trial Master File sowie einen Investigator Site File. Der Trial Master File wird vom Sponsor während der laufenden Klinischen Prüfung geführt. Der Investigator Site File (Prüfarztordner) wird vom Sponsor an den Investigator übergeben und im Prüfzentrum geführt. Neben dem papierbasierten Trial Master Files werden auch aufgrund der immer komplexer werdenden klinischen Studien elektronische Trial Master Files (eTMFs) eingesetzt.
Das TMF muss für mindestens 25 Jahre nach Beendigung der klinischen Studie aufbewahrt werden, die Frist kann jedoch auch länger sein (zum Beispiel nach nationaler Gesetzgebung oder bei Verwendung der klinischen Studie für die Marktzulassung).

## Inhalt des TMF
Mit Hilfe des TMF lässt sich nachweisen, dass die Studie von den Prüfern sowie vom Sponsor anhand der Good Clinical Practice durchgeführt wird. In der ICH GCP Guideline von 1996 sind die essentiellen Bestandteile des TMF festgelegt. Unter anderem sind Informationen über den Prüfer, das Studiendesign, Information über die Prüfpräparate, Original der Randomisierungsliste in einer klinischen Studie sowie finanzielle Vereinbarungen zwischen Prüfer und Sponsor Teil des Trial Master Files. Jedoch stellt diese Liste nur die minimalen Anforderungen dar.